# Łykawość

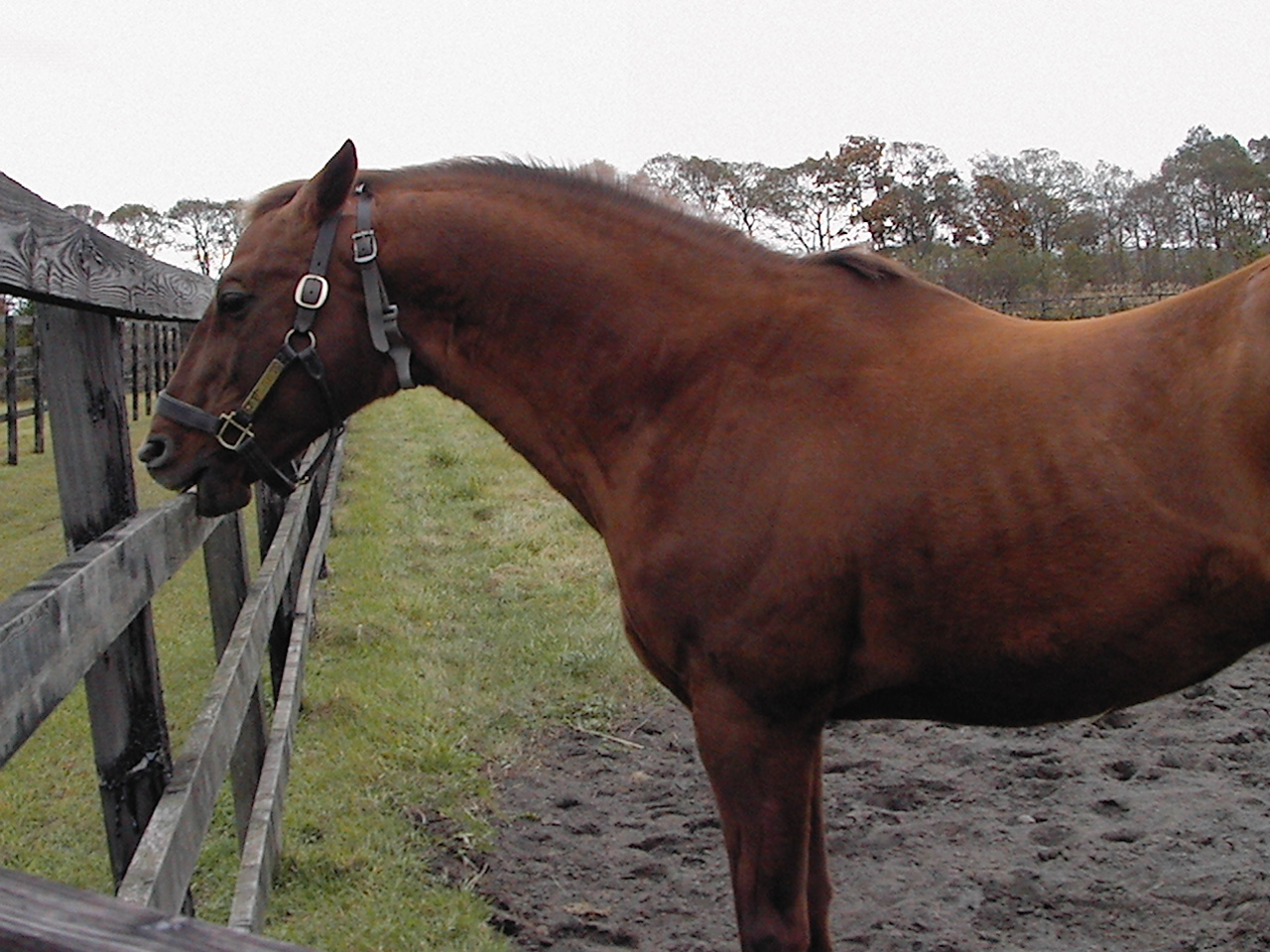
Koń cierpiący na łykawość z podparciem w łykawce na szyi

Łykawość – jedno z zaburzeń stereotypicznych koni (obok m.in. tkania, obgryzania drewna, chodzenia po boksie, kopania lub grzebania nogami w boksie), które objawia się skurczami niektórych mięśni szyi. W wyniku skurczów następuje obciąganie krtani ku dołowi, co powoduje wpadanie powietrza do gardła z charakterystycznym szumem. 
- łykawość z podparciem – wymagająca oparcia przednich, górnych zębów konia o płaską powierzchnię, a następnie pociągnięcia całego ciała w tył,
- łykawość bez podparcia – niewymagająca oparcia, koń jest w stanie "łykać" jedynie poprzez lekkie uniesienie głowy i odpowiednie rozwarcie zębów.

## Etiologia
Etiologia dotychczas niewyjaśniona. Istnieje wiele potencjalnych przyczyn, które wciąż są badane.

### Zamknięcie w stajni
Dawniej łykawość uważano za wadę typowo nawykową i stereotypiczną koni, która powstawać miała z powodu nudy i stresu wynikających z długich godzin zamknięcia zwierzęcia w stajni. Jako potwierdzenie wskazywano niewystępowanie łykawości u koni dzikich, mających nieograniczoną swobodę ruchu. 

### Naśladownictwo
Powszechnym poglądem jest powstawanie łykawości poprzez naśladownictwo innych koni. Najnowsze badania przeprowadzone wśród właścicieli łykających koni wskazują, że jedynie u ok. 1% wada powstała w wyniku obserwacji innego konia, u pozostałych powstała samoistnie. Potencjalnie bardziej narażone na nauczenie się tego zachowania są konie młode. Niezależnie od powodów powstawania łykawości, najprawdopodobniej może ona przechodzić w trudny do wyeliminowania nawyk.

### Podłoże genetyczne
Badania na koniach rasy pełnej krwi angielskiej wykazały całe pokolenia koni, u których występuje wada. Może to wskazywać na dziedziczne predyspozycje do jej powstawania lub dziedziczność choroby, która powoduje łykawość. Pośród badanych koni z jednym lub dwójką rodziców łykawych odsetek łykających był znacznie wyższy niż u koni z rodzicami niedotkniętymi łykawością.

### Problemy gastryczne
Dawniej częściej występujące u koni łykawych niż zdrowych morzyska wiązano z przedostawaniem się powietrza do żołądka i jelit. Nowe badania wskazują, że podczas łykania powietrze powraca z przełyku, nie dostając się do żołądka. Jest to możliwe tylko wraz z kęsem pokarmu, jeśli koń łyka w trakcie jego pobierania. U wielu koni łykawych występują choroby wrzodowe, jednak nie jest to stała korelacja. Badania na źrebiętach łykawych wykazały, że podawanie im środków na nadkwasotę znacznie redukowało, a  nawet eliminowało zachowanie, jednak nie uzyskano tych samych efektów u koni dorosłych, u których nasilenie łykania nie zawsze się zmniejszało. Wykryto również, że u koni łykawych po ustaniu posiłku występuje zwiększone wydzielanie śliny w stosunku do koni zdrowych oraz mają niższe pH żołądka. U koni łykawych łatwo występują spadki wagi.

### Dieta
Badania wykazały, że podawanie koniom łykawym pasz treściwych słodkich, takich jak zboża, marchew itd. zwiększa nasilenie i częstotliwość łykania. Podawanie nieograniczonej ilości pasz objętościowych, takich jak siano i trawa/ przebywanie na pastwisku, może czasem nieco redukować objawy. U źrebiąt zbadano, że łykawość powstaje częściej u tych wcześnie odsadzonych od matki, zwłaszcza gdy podawano im także duże ilości pasz treściwych.

### Narkotyk
Badania wykazały, że podczas czynności łykania u koni mogą się wydzielać substancje opioidowe o działaniu podobnym do narkotyków. Wiele badanych zwierząt łykawych miało niższy normalny poziom tych substancji od zdrowej grupy kontrolnej. Podawanie leków blokujących wchłanianie morfiny zmniejszało nasilenie lub zatrzymywało zachowanie, które powracało po odstawieniu leków. Receptory substancji opioidowych znajdują się także w układzie pokarmowym, co może mieć związek z zaburzeniami o podłożu gastrycznym.

## Skutki
Konie z chorobami stereotypicznymi często bywają nadpobudliwe, badania wykazały, że spędzają mniej czasu śpiąc lub leżąc niż konie zdrowe. Przejawiały niekiedy mniejsze zdolności do uczenia się, zależnie od rodzaju stereotypii, którą były dotknięte.
Konie łykające z podparciem niszczą przednie górne zęby i dziąsła, co może prowadzić do zaburzeń w pobieraniu pokarmu. Zachowanie to niszczy również przedmioty (ogrodzenia, ściany itp.), o które koń opiera zęby. W skrajnych przypadkach powiększenie mięśni szyi u koni łykających może nawet przeszkadzać w prawidłowym poruszaniu się zwierzęcia.

## Leczenie
Dotychczas nie odkryto skutecznego sposobu leczenia łykawości. Wykryta we wczesnym stadium może być niekiedy powstrzymana poprzez leczenie potencjalnych przyczyn (np. badanie pod kątem wrzodów, podawanie leków na nadkwasotę takich jak np. kreda pastewna czy magnezja, zmiana diety, zmiana sposobu utrzymania ze stajennego na pastwiskowy).

### Metody operacyjne
Możliwe jest leczenie operacyjne łykawości polegające na wycięciu fragmentu mięśni szyi umożliwiającego zachowanie. Zabieg jest dość kosztowny, wymaga znieczulenia ogólnego i rekonwalescencji. Skuteczność ocenia się na ok. 70%. Innym sposobem stosowanym u koni łykających z podparciem jest zakładanie metalowych kółek lub blaszek w dziąsła pomiędzy zębami, co powoduje ból przy próbie oparcia zębów o przedmioty, jednocześnie nie przeszkadzając w pobieraniu pokarmu.

### Łykawki i kagańce

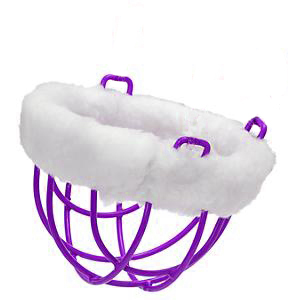
kaganiec dla konia umożliwiający pobieranie pokarmu i wody

Na rynku dostępnych jest wiele urządzeń mających zapobiegać łykaniu umożliwiających jednocześnie pobieranie pokarmu i wody. Łykawki składają się z jednego lub dwóch pasów zapinanych na szyi konia, tuż za żuchwą. Czasem mają dodatkowo profilowany metalowy lub plastikowy element otaczający dolną część szyi, niekiedy z wkładkami powodującymi ból lub porażenie prądem przy próbie napięcia mięśni. Zapobiegają łykaniu jedynie założone, a ich skuteczność nie jest stuprocentowa. Konieczność ciasnego zapięcia niektórych często powoduje otarcia i krwiaki na szyi. Popularną alternatywą dla koni łykających z podparcia są kagańce, w pełni skuteczne podczas noszenia. Konieczne jest zakładanie ich wraz z kantarem, co także może powodować drobne otarcia.

### Metody alternatywne
U koni łykawych z wykrytymi chorobami gastrycznymi stosowanie akupunktury wykazało pewne efekty zmniejszające nasilenie objawów, u koni niedotkniętych chorobami gastrycznymi akupunktura nie wpływała na częstotliwość łykania. U koni, u których wykluczono występowanie innych chorób, łykawość jest od niedawna leczona metodą behawioralną opracowaną przez Mike'a Hughes.